# 6998 Tithonus
6998 Tithonus è un asteroide troiano di Giove del campo troiano. Scoperto nel 1977, presenta un'orbita caratterizzata da un semiasse maggiore pari a 5,1837758 UA e da un'eccentricità di 0,0699120, inclinata di 1,72924° rispetto all'eclittica.
L'asteroide è dedicato a Titone, fratello di Priamo.